# Ewelina Janicka
Ewelina Janicka est une joueuse polonaise de volley-ball, née le 4 novembre 1994 à Kalisz. Elle mesure 1,93 m et joue au poste de centrale. Elle totalise 12 sélections en équipe de Pologne.

## Clubs
| Club                   | De        | À         |
| ---------------------- | --------- | --------- |
| SMS PZPS Sosnowiec     | 2009-2010 | 2012-2013 |
| Pałac Bydgoszcz        | 2013-2014 | 2013-2014 |
| KS Murowana Goślina    | 2014-2015 | 2014-2015 |
| KS Developres Rzeszów  | 2015-2016 | 2015-2016 |
| Proxima Cracovie       | 2016-2017 | 2016-2017 |
| MKS Kalisz             | 2017-2018 | 2018-2019 |
| BKS Stal Bielsko-Biała | 2019-2020 | …         |